# الإمبراطورية الألمانية الاستعمارية
تألفت الإمبراطورية الاستعمارية الألمانية من مستعمرات ما وراء البحار والأقاليم والأراضي التابعة للإمبراطورية الألمانية. توّحدت ألمانيا في أوائل سبعينيات القرن التاسع عشر على يد المستشار الألماني أوتو فون بسمارك. سابقاً، حاولت عدة ولايات ألمانية استعمار مناطق أخرى بشكل فردي في القرون السابقة، ولم تستطع الاحتفاظ بتلك المستعمرات إلا لفترة قصيرة، لكن الجهود الاستعمارية الهامة بدأت عام 1884 أثناء موجة التدافع على أفريقيا، فادعت ألمانيا حقها في استعمار الكثير من المناطق غير المستعمرة والمتبقية في أفريقيا، واستطاعت بناء ثالث إمبراطورية استعمارية من ناحية المساحة في تلك الفترة، بعد الإمبراطورية البريطانية والإمبراطورية الفرنسية الثانية.
خسرت ألمانيا سيطرتها على إمبراطوريتها الاستعمارية عندما اندلعت الحرب العالمية الأولى عام 1914، واستولت قوى الحلفاء على بعض المستعمرات الألمانية خلال الأسابيع الأولى من الحرب. في المقابل، استطاعت بعض الوحدات أو الكتائب العسكرية الاستعمارية التابعة لألمانيا الصمود لفترة أطول. استسلمت مستعمرة جنوب غرب أفريقيا الألمانية عام 1915، والكاميرون في عام 1916، وشرق أفريقيا الألمانية عام 1918. في مستعمرة شرق أفريقيا الألمانية، خاض المدافعون تحت قيادة بول فون ليتو–فوربيك حرب عصابات ضد القوات الاستعمارية البريطانية والبرتغالية، ولم تستسلم المستعمرة حتى انتهاء الحرب العالمية.
استولى الحلفاء على الإمبراطورية الاستعمارية الألمانية من خلال معاهدة فيرساي عقب هزيمة ألمانيا في الحرب العالمية الأولى، وأصبحت كلّ مستعمرة خاضعة لانتداب عصبة الأمم وتحت إشراف (وليس امتلاك) إحدى القوى المنتصرة في الحرب. انتهت الإمبراطورية الاستعمارية الألمانية عام 1919. استمرت مخططات الألمان الهادفة إلى استعادة الممتلكات الإستعمارية خلال الحرب العالمية الثانية، في المقابل، شكك الكثيرون بكون استعادة الأملاك الاستعمارية هدفاً من أهداف الرايخ الثالث أساساً. كان عمر الإمبراطورية الاستعمارية الألمانية قصيراً مقارنة بإمبراطوريات استعمارية أخرى، لكن المساعي الاستعمارية الألمانية غيّرت الأماكن والناس الذين كانوا على تماسٍ مع المستعمر الألماني، فقُمعت حركات التمرد، نظّم الألمان الإبادة الجماعية ولجؤوا إليها بصفتها وسيلة لإنزال العقاب الجماعي.

## الأصول

### توحيد ألمانيا
سابقاً، وقبل اتحاد الولايات الألمانية عام 1871، لم تركّز تلك الولايات على تطوير سلاح البحرية، ذلك ما حرم ألمانيا من المشاركة مبكراً في السباق الاستعماري للسيطرة على المستعمرات النائية والبعيدة. صممت ألمانيا على اللحاق بالدول والإمبراطوريات الأخرى. قبل عام 1870، كان لكل ولاية ألمانية بنيتها السياسية وأهدافها المستقلة، أما السياسة الألمانية الخارجية حتى عهد أوتو فون بسمارك–وخلاله أيضاً–فركزت على حلّ «المسألة الألمانية» في أوروبا وتأمين المصالح الألمانية على القارة. لكن بحلول العام 1891، توحدت معظم الولايات الألمانية تحت الحكم البروسي. فسَعت الولايات إلى تكوين دولة «ألمانية» واضحة المعالم والحدود، وارتأت أن المستعمرات طريقة جيدة لتحقيق هذا الهدف.

### التدافع على المستعمرات
اعتبر معظم الألمان في القرن التاسع عشر أن التحصل على ممتلكات استعمارية دليلٌ حقيقي على تحقيق أمة قومية. توصل الرأي العام إلى اعتقادٍ مفاده أن المستعمرات الألمانية ذات الموقع المتميز في أفريقيا والمحيط الهادي ستلبي مطامح الألمان بتشكيل أسطول أعالي البحار. أصبحت تلك الطموحات حقيقية، وغذتها الصحفُ التي امتلأت بداعمي الممتلكات الاستعمارية، والأعداد الضخمة من الجمعيات الجغرافية والمجتمعات الاستعمارية. لم يكن لبسمارك، بالإضافة إلى عددٍ من النواب في الرايخستاغ، أي اهتمام بالفتوحات الاستعمارية، التي بالكاد ضمنت لألمانيا بضعة أراضٍ متفرقة.
في عام 1844، حاول الأرستقراطيون في منطقة الراين إقامة مستعمرة ألمانية في ولاية تكساس المستقلة، واشترك في هذه المهمة نحو 7400 مستوطن. توفي نصفهم، وكانت تلك المحاولة فاشلة بامتياز. كان السبب هو نقص المعدات الدائم، والأرض التي لم تساعدهم على تحقيق مساعيهم. وفي العام التالي، انضمت تكساس إلى الولايات المتحدة.
كانت دوافع بسمارك الإستعمارية غامضة، فقال مراراً: «أنا لست رجلاً مهتماً بالمستعمرات»، و«سأظل محتقراً الأحلام الاستعمارية كما كنت دائماً». لكن في عام 1884، وافق بسمارك على استحواذ الإمبراطورية الألمانية على المستعمرات بهدف حماية طرق التجارة وتأمين المواد الأولية وتصدير البضائع واستغلال الفرص من أجل استثمار رأس المال، بالإضافة طبعاً إلى أهداف أخرى. في العام التالي، تدخل بسمارك رسمياً عندما تخلى عن نواياه الإستعمارية فجأة مثلما بدأها، وكأنه اتخذ قراراً خاطئاً سيؤدي إلى تناقض بين هذه السياسة والسياسات الأخرى الأكثر وضوحاً والتي تميّز بها. «في عام 1889، حاول بسمارك التخلي عن جنوب غرب أفريقيا الألمانية للإمبراطورية البريطانية. وقال أن المستعمرة عبءٌ إضافي ومُكلفة، وقال أنه يرغب بتحميل مسؤوليتها لأحدٍ آخر».
قبل ذلك، كان للألمان تقاليد متعلقة بالتجارة البحرية تعود إلى عصر الرابطة الهانزية، مثل تقليد الهجرة الألمانية (شرقاً باتجاه روسيا وترانسلفانيا وغرباً نحو الأمريكيتين)، أظهر التجار والمبشرون الألمان في الشمال اهتمامهم بتجارة ما وراء البحار. أرسلت الجمهوريات الهانزية، مثل هامبورغ وبريمن، تجّارها في شتى أنحاء الكرة الأرضية. نظمت تلك المؤسسات التجارية نفسها باعتبارها كيانات مستعمرة مستقلة، وأجرت معاهدات تجارية واشترت الأراضي في أفريقيا والمحيط الهادي، وأجرت تلك المعاهدات مع زعماء القبائل المحلية. شكّلت تلك المعاهدات الأولى مع الكيانات المحلية أساس معاهدات الإلحاق والدعم الدبلوماسي والحماية العسكرية من طرف الحكومة الألمانية.

## الاستحواذ على المستعمرات
كانت بداية الإمبراطورية الاستعمارية الألمانية عام 1884، وخلال تلك الأعوام، استحوذ الألمان وسيطروا على عددٍ كبير من الأراضي، مثل شرق أفريقيا الألمانية وجنوب غرب أفريقيا الألمانية والكاميرون وتوغو في أفريقيا. كان لألمانيا دورٌ نشط في المحيط الهادي، وضمت سلسلة من الجزر إلى الإمبراطورية، وهي الجزر التي أصبحت تعرف بغينيا الجديدة الألمانية. دُعي القسم الشمالي الشرقي من غينيا الجديدة بـ كايزر–فيلهلمسلاند، وأرخبيل بسمارك المكون من الجزر في الشرق، والذي احتوى على جزيرتين كبيرتين هما مكلنبرغ الجديدة وبوميرانيا الجديدة، واستولى الألمان أيضاً على جزر سولومن الشمالية. مُنحت تلك الجزر وضع الحماية السياسي.

### حيازة الممتلكات عن طريق الشركات والإدارة
صادف بروز الإمبرالية والإستعمارية الألمانية ما عُرف بالتدافع على أفريقيا، وفي تلك الفترة، تنافس رجال الأعمال الألمان، أفراداً وليس كيانات حكومية، مع المستعمرات المُنشأة مسبقاً والمستثمرين أو رجال الأعمال المستعمرين. التحق الألمان بسباق الاستعمار حول آخر الأراضي غير المُستعمرة في أفريقيا والمحيط الهادي، وشمل هذا التنافس قوى أوروبية كبيرة وعدداً آخراً من القوى الأقل أهمية.
تمثلت مساعي الألمان بأولى المشاريع التجارية في خمسينيات وستينيات القرن التاسع عشر في غرب أفريقيا وشرق أفريقيا وجزر ساموا والربع الشمالي الشرقي غير المكتشف من غينيا الجديدة والجزر المجاورة لها. بدأ التجار وأصحاب المشاريع بناء سمعة لأنفسهم في دلتا الكاميرون الأفريقي والساحل الرئيس على طول زانزيبار. في أبيا ومستوطنات فينشهافن وسمبسونهافن وجزر بوميرانيا الجديدة ومكلنبرغ الجديدة، بدأت شركات التجارة الجديدة التي تملك ميزانية كافية بالتوسع نحو الساحل لامتلاك المزيد من الأراضي. تبع ذلك تزايد امتلاك الأراضي الكبيرة في الداخل الأفريقي، وغالباً ما ألحق ذلك ضرراً بالسكان الأصليين. في شرق أفريقيا، تمكّن الإمبريالي كارل بيترس من الاستحواذ على أجزاءٍ واسعة من الأراضي لصالح مجموعته الاستعمارية «يبرزون من الغابات بعلامات إكس (وصفٌ مرتبط بزعماء القبائل الأميين) على الوثائق... مقابل نحو 60 ألف ميل مربع من ممتلكات أراضي سلطنة زانزيبار». تطلبت هذه المهمات الاستكشافية اتخاذ إجراءات أمنية، تتمثل بقوات مسلحة وخاصة وصغيرة من المجندين، أغلبهم من السودان، ويقودهم عادة شخصية عسكري سابقة مغامرة ومن رتبةٍ أدنى. برزت خلال تلك المهمات الاستكشافية، تحت قيادة بيترس وآخرون أيضاً، ممارسات وحشية مثل الشنق والجلد، فالإساءة للأفارقة لم تكن حكراً على شخصٍ أو طرف واحد.

## المستعمرات
|        | منطقة                      | فترة      | مساحة (حوالي) | البلدان الحالية |
| ------ | -------------------------- | --------- | ------------- | --- |
|        | غرب أفريقيا الألماني       | 1896–1920 | 582٬200 كم²   | الكاميرون · نيجيريا · تشاد · غينيا · جمهورية إفريقيا الوسطى · غانا · توغو                                                |
|        | جنوب غرب أفريقيا الألمانية | 1884–1920 | 835,100 كم²   | ناميبيا |
|        | غينيا الجديدة الألمانية    | 1884–1920 | 247,281 كم²   | بابوا غينيا الجديدة · جزر سليمان · بالاو · ولايات ميكرونيسيا المتحدة · ناورو · جزر ماريانا الشمالية · جزر مارشال · ساموا |
|        | شرق أفريقيا الألماني       | 1891–1920 | 995,000 كم²   | بوروندي · كينيا · موزمبيق · رواندا · تنزانيا · أوغندا                                                                    |
| أجمالي |                            |           | 2,659,581 كم² | |

## نهاية الإمبراطورية الألمانية الاستعمارية

### الاحتلال في الحرب العالمية الأولى
كان ضباط الاستعمار البريطاني ينظرون إلى الألمان -خلال السنوات التي سبقت اندلاع الحرب العالمية الأولى- على أنّهم ضعيفون من حيث «الكفاءة الاستعمارية»، وكانت «إدارتهم الاستعمارية، على الرغم من ذلك، متفوقة على مثيلاتها في الدول الأوروبية الأخرى». كانت القضايا الاستعمارية الأنجلو-ألمانية، في العقد الذي سبق اندلاع الحرب العالمية الأولى عام 1914، تصنف على أنها بسيطة، وكان سلوك الإمبراطوريتين البريطانية والألمانية تجاه بعضهما سلوكًا توافقيًا. أبدى وزير الخارجية البريطاني السير إدوارد غراي -الذي كان، حتى عام 1911، لا يزال يُصنف على أنه معتدل- «استعدادًا لدراسة خريطة القارة الأفريقية بروح ألمانية الولاء». تأكدت بريطانيا من عدم امتلاك ألمانيا لأي قيمة تذكر في التعاملات الإقليمية، ومع ذلك، فقد وجهت إلى إدوارد غراي، ولرئيس الوزراء البريطاني حينها «هربرت هنري أسكويث» في أوائل عام 1914 نصيحة بـ «وضع حدّ للعملية التي وصفها المستشارون بأنها «أخذ ألماني، ومنح بريطاني»».
تحركت بريطانيا وحلفاؤها، فور إعلان الحرب في أواخر شهر يوليو من عام 1914، ضد المستعمرات، وأُبلغ العوام من الناس بأن المستعمرات الألمانية تمثل تهديدًا لهم، بحجة أن «كل مستعمرة ألمانية تمتلك محطة لاسلكية قوية، تُمكن الألمان من التواصل مع بعضهم البعض عبر البحار، وسيقومون -كلما سنحت لهم الفرصة- بالانقضاض من مخابئهم لتخريب وتدمير تجارتنا، وللإغارة على سواحلنا». كانت بريطانيا تعتبر ألمانيا قوّة استعمارية غاشمة فريدة من نوعها نشأت خلال الحرب. في منطقة المحيط الهادي، أعلنت اليابان -حليفة بريطانيا- الحرب على ألمانيا سنة 1914، واستولت بسرعة كبيرة على العديد من المستعمرات الجزيرية الألمانية، كجزر الماريانا، وأرخبيل كارولين، وجزر مارشال، دون أي مقاومة تذكر.
لم تتمكن القوات الألمانية، بحلول عام 1916، من الصمود إلا في المناطق النائية من غابات شرق القارة الأفريقية. تحدث السياسي الجنوب أفريقي جان سموتس، الذي كان يخدم في تلك الفترة في حكومة الحرب البريطانية المصغرة، عن الخطط الألمانية للتحول إلى قوة عالمية، وعن مخططات العسكرة واستغلال الموارد، مشيرًا إلى التهديد الذي تمثله ألمانيا على الحضارة الغربية بحد ذاتها. تناقلت الوسائل الإعلامية المتاحة حينها تحذيرات السياسي الجنوب الأفريقي جان سموتس، وترسخت فكرة عدم السماح لهم بالعودة إلى ألمانيا بعد الحرب.